# Resonancia
『Resonancia』(レソナンシア)は、日本の歌手中森明菜の20枚目のスタジオ・アルバム。このアルバムは2002年5月22日にキティMMEよりリリースされた (CD: UMCK-1111)。

## 背景
『Resonancia』は、中森が2002年にキティMMEに移籍してから初となるスタジオ・アルバムで、この年2枚目のアルバム作品である。スタジオ・アルバムとしては、1999年12月発表の前作『will』からおよそ2年6か月ぶりとなる2002年5月22日にCD (UMCK-1111)でリリースされた。2005年7月1日には、moraにてデジタル・ダウンロードでリリースされた。"Resonancia"とはスペイン語で「響き」の意味をもつ。このアルバムのディスクジャケットで中森はセミヌードを披露しており、撮影には8時間も要したという。このアルバムの基本コンセプトは、「動」の美を表現するというもので、このジャケットについては「情熱の赤」を表したものだという。本作のサウンド構成は、ラテンの特性を持ったR&Bである。音楽プロデューサーには、シングル「It's brand new day」、「The Heat 〜musica fiesta〜」に引き続いてURUを迎えた。レコーディングは、BE-BORN STUDIO、SUNRISE STUDIO TOWER SIDE、SOUND ATELIER、大韓民国のSANGMIND STUDIO、ユニバーサルレコーディングスタジオで行われた。2曲目の「Eyes on you」では、平井堅がバックコーラスとして参加している。本作の作詞名義にある"Miran:Miran"とは中森のペンネームで、本人作詞の際、これまでペンネームを使用してこなかったが、本作でこのペンネームを使用し作詞、次作『I hope so』では中森名義で作詞をしていたが、2006年のスタジオ・アルバム『DESTINATION』以降"Miran:Miran"名義で作詞している。
本作のレコーディングについて中森は、「今回は一曲平均20回ずつくらい歌いました。こういう歌い方があるんじゃない？ああも歌えるんじゃない？ってあれこれ、みんなでやり合って。」と述べ、さらに、「かすれ声が必要と思うなら、体をねじったり、そらせたり、びっくりするほど色んな体勢で歌っているんです。」と振り返っている。
本作リリース後の2002年5月27日より、本作を引っ提げての全国コンサート・ツアーMUSICA FIESTA TOUR 2002を開催した。また、同年7月10日に発売されたビデオ・クリップ集『Apasionado』にて、本作収録曲「missed U」のミュージック・ビデオが収録された。

## シングル
本作からは「It's brand new day」と「The Heat 〜musica fiesta〜」のシングルがリリースされた。「It's brand new day」は、インディーズレーベル@easeより、2001年5月31日に音楽配信で先行発売後、CDリリースされた楽曲で、本作にはプロデューサーのURUによる"URU Latin Mix"としてアルバム・バージョンで収録され、12曲目に配置された。続いて「The Heat 〜musica fiesta〜」が2002年5月2日に発売された。この楽曲は、TBS系『ワンダフル』5月度エンディング・テーマである。この楽曲も本作ではアルバム・バージョンで収録され、4曲目に配置された。また、このシングルのカップリング曲として収録された「Siesta 〜恋のままで〜」は、本作では11曲目に配置され、インストのみのバージョンで「Siesta 〔Interude〕」として収録された。

## 批評
本作について『CDジャーナル』は「これまでサビの超音波発声が強烈な分、余計に低音が聴きとりづらかったが、今作は発声が明確なのにセクシーさアップで新たな魅力満載。」と批評している。

## チャート成績
『Resonancia』は、オリコン週間アルバムチャートの2002年6月3日付で、最高順位15位を記録した。同チャートには、計4週に渡ってランクインしている。

## 収録曲
| #         | タイトル                                       | 作詞                        | 作曲      | 編曲         | 時間  |
| --------- | ---------------------------------------------- | --------------------------- | --------- | ------------ | ----- |
| 1.        | 「Carnaval」                                   | Adya                        | JUSTIN    | JUSTIN       | 3:42  |
| 2.        | 「Eyes on you」                                | Adya                        | URU       | URU          | 4:32  |
| 3.        | 「Carmesi」                                    | Adya                        | URU       | URU          | 4:35  |
| 4.        | 「The Heat 〜musica fiesta〜 (album version)」 | Adya                        | URU       | URU          | 4:54  |
| 5.        | 「missed U」                                   | SHE                         | 243       | 243 / URU    | 4:26  |
| 6.        | 「Resonancia (Interlude)」                     |                             | URU       |              | 0:46  |
| 7.        | 「風と太陽」                                   | SERIKO NATSUNO （夏野芹子） | URU       | URU          | 4:11  |
| 8.        | 「ibiza」                                      | K-CO                        | URU       | URU          | 4:49  |
| 9.        | 「Deseo」                                      | Miran:Miran / Mr.Blistah    | URU       | URU          | 4:39  |
| 10.       | 「Lost words」                                 | Adya                        | JUSTIN    | URU / JUSTIN | 5:24  |
| 11.       | 「Siesta (Interlude)」                         |                             | JUSTIN    |              | 0:27  |
| 12.       | 「It's brand new day (URU Latin Mix)」         | Adya                        | Adya      | URU          | 5:00  |
| 13.       | 「Bonita terra」                               | Adya                        | URU       | URU          | 5:35  |
| 合計時間: | 合計時間:                                      | 合計時間:                   | 合計時間: | 合計時間:    | 53:07 |

## クレジット
『Resonancia』のライナー・ノーツより
ミュージシャン
| - SAM LEE：アコースティック・ギター (M-1) - Adya：バックグラウンド・ヴォーカルズ (M-1-4、8、10、12) - 中森明菜：バックグラウンド・ヴォーカルズ (M-1-5、8-10、12) - JUSTIN：オール・プログラミング (M-1) - 稲葉なるひ (Long run music)：エレクトリック・ギター (M-2)、アコースティック・ギター (M-10、12) - URU：オール・プログラミング (M-2-5、7-10、12-13)、リミックス (M-12) - YOSHITETSU ITO：スパニッシュ・ギター (M-3、7) - 桑山哲也：アコーディオン (M-3) - 石川智：パーカッション (M-3) - PATRICK (X-LARGE)：ラップ (M-4) - JEROME (X-LARGE)：ラップ (M-4) - YOKAN：ホーン・セクション (M-4) | - YOSHI：バックグラウンド ヴォーカルズ (M-5) - 弦一徹ストリングス：ストリングス (M-7、13) - 弦一徹：ストリングス・アレンジ (M-7) - BACCHUS Horn Section：ホーン・セクション (M-8) - MASANORI SUZUKI：トランペット (M-8) - SIRO SASAKI：トランペット (M-8) - JUN USUBA：テノール・サキソフォン (M-8) - SHOJI HARUNA：バリトン・サキソフォン (M-8) - SATOSHI SANO：トロンボーン & ホーン・アレンジメント (M-8) - Mr.Blistah：ラップ (M-9) - K-CO：バックグラウンド・ヴォーカルズ (M-9) - SHUNJI TAKENAKA：アコースティック・ギター (M-13) - NORIPPE：ストリングス・アレンジメント (M-13) |

スタッフ
| - プロデュース：URU (D4P Music Entertainment) - Recorded at BE BORN STUDIO (M-1-5、7-10、12)、SUNRISE STUDIO TOWER SIDE (M-2、7-8、13)、SANGMIND STUDIO (KOREA) (M-4)、UNIVERSAL RECORDING STUDIOS (M-8)、SOUND ATELIER (M-9-10) - Recorded by 稲葉なるひ (Long run music) (M-1-5、12)、松本靖雄 (ZeeQ) (M-2、7-8、13)、Kim Jin Kyong (Sangmind Music World) (M-4)、稲葉なるひ (Long run music) (M-7-10、13)、MITSUYASU KANEKO (M-9-10) - Korean coordinated by Kim Sung Wook（Bremen Entertainment）(M-1、10)、Sangmind Music World (M-4) - Mixed at BE BORN STUDIO (M-1-5、12-13)、SANGMIND STUDIO (KOREA) (M-4)、SUNRISE STUDIO TOWER SIDE (M-7-8)、SOUND ATELIER (M-9-10) - Mixed by 稲葉なるひ (Long run music) (M-1-5、12)、松本靖雄 (ZeeQ) (M-7-8、13)、Kim Jin Kyong (Sangmind Music World) (M-4)、MITSUYASU KANEKO (M-9-10) - アシスタント・エンジニア：MASAHO TAKEDA (SUNRISE MUSIC INC.) (M-2、7-8、13)、SHINICHI TOKUMO (F.B. Communications Inc.) (M-9-10) - ラップ・コーディネート：SADAM (M-9) - Mastered at SONY MUSIC STUDIOS MASTERING ROOM - Mastered by MITSUKAZU TANAKA (ソニー・ミュージックエンタテインメント) - コ・プロデュース：森淳一（キティMME）、鈴木順 (Halftone Music & Systems) - A&Rチーフ：藤倉尚（キティMME） - プロモーション・チーフ：MASAYUKI DANNOURA、大原浩（キティMME） | - セールス・プロモーション：TAKASHI KIMOTO、YOSHINORI IIZUKA、KENJI GOTO、古屋廣人、寺舘京子、CHIHO YOSHIDA (UNIVERSAL MUSIC K.K.) - デザイン・コーディネーション：宮本仁美 (UNIVERSAL MUSIC K.K.) - フォトグラファー：塚田和徳 - ヘア&メイクアップ・アーティスト：中森明菜、MAKOTO SAITO - スタイリスト：濱田由美 - トータル・グラフィックス・デザイン：MD FACTORY INC. - プロデューサー：YUJI ITO - アート・コーディネーター：小林純 - アート・ディレクター：中島裕次 - デザイナー：NAOMI YAMATO - アシスタント・デザイナー：ITSUKA - スーパーヴァイザーズ：ATSUSHI KITAMURA (UNIVERSAL MUSIC K.K.)、高橋良一（キティMME） - エグゼクティヴ・プロデューサー：寺林晁 (キティMME) - エグゼクティヴ・プロデューサー & ディレクター：門村崇志 (FAITH INC.) - スペシャル・サンクス：内野二朗、小倉禎子、茅根浩康 (ピンナップス・アーティスト)、YOSHINARI OTAKI (ピンナップス・アーティスト)、TOMOAKI IIZUAK (ピンナップス・アーティスト)、TETSUYA UCHIKAWA (MIKA)、JADE、JEFFREY、CRAWFORD、SCOTT NOVOSEL、Sangmind music world、X-LARGE、Jang Bo Young - 平井堅 appears by the courtesy of Defstar Records Inc. - 桑山哲也 appears by the courtesy of BMG FUNHOUSE, INC. - YOSHI appears by the courtesy of TOKUMA JAPAN COMMUNICATIONS CO., LTD. |

## リリース履歴
| 発売日         | レーベル  | 規格  | 品番      | 備考                     |
| -------------- | --------- | ----- | --------- | ------------------------ |
| 2002年5月22日  | キティMME | CD    | UMCK-1111 |                          |
| 2017年5月3日   | キティMME | UHQCD | UPCH-7265 | 限定盤                   |
| 2023年5月31日  | キティMME | CD    | UPCY-7839 | スペシャルプライス再発盤 |
| 2023年12月13日 | キティMME | LP    | UPJY-9348 | 初アナログLP化、限定盤   |

## 参照
1. 1 2 3 4 5 6 7 8 9 10 11  『Resonancia』（12cmCD）中森明菜、キティMME、2002年5月22日。UMCK-1111。
2. ↑  “JBOOK:Resonancia:中森明菜:CD”.   文教堂. 2011年2月23日閲覧。
3. 1 2 3  “中森明菜-リリース-ORICON STYLE ミュージック”.  オリコン. 2012年4月4日閲覧。
4. ↑  “中森明菜 UNIVERSAL MUSIC OFFICIAL WEBSITE”. biography.   ユニバーサルミュージック. 2011年7月22日時点のオリジナルよりアーカイブ。2012年4月4日閲覧。
5. 1 2 3 4 5 6 7  “中森明菜 / Resonancia [CD] [アルバム] - CDJournal.com”.   音楽出版社. 2011年2月23日閲覧。
6. 1 2 3 4  “SANSPO.COM”. サンケイスポーツ.  産業経済新聞社 (2002年5月9日). 2005年2月8日時点のオリジナルよりアーカイブ。2012年4月4日閲覧。
7. ↑  “中森明菜 / will [CD] [アルバム] - CDJournal.com”.   音楽出版社. 2012年4月4日閲覧。
8. 1 2 3  “ZAKZAK”. 夕刊フジ.   産業経済新聞社 (2002年5月10日). 2002年6月6日時点のオリジナルよりアーカイブ。2011年7月28日閲覧。
9. ↑  “mora[モーラ] : 中森明菜「Resonancia」を試聴・ダウンロード”.  レーベルゲート. 2012年4月4日閲覧。
10. ↑  “ZAKZAK”. 夕刊フジ.   産業経済新聞社 (2002年11月18日). 2002年12月12日時点のオリジナルよりアーカイブ。2011年7月28日閲覧。
11. 1 2  島﨑今日子「インタビュー 中森明菜」『COSMOPOLITAN』第24巻第7号、集英社、2002年7月1日、48頁。
12. ↑  “SANSPO.COM”. サンケイスポーツ.   産業経済新聞社 (2002年5月21日). 2003年2月11日時点のオリジナルよりアーカイブ。2012年4月4日閲覧。
13. 1 2  『It's brand new day』（12cmCD）中森明菜、@ease、2001年5月31日。NNCC-10001。
14. 1 2 3 4 5  『The Heat 〜musica fiesta〜』（12cmCD）中森明菜、キティMME、2002年5月2日。UMCK-5060。
15. ↑  “平井堅 ーDISCOGRAPHYー”. 平井堅オフィシャルウェブサイト. 2011年2月23日閲覧。
16. ↑  『I hope so 〜バラード・アルバム〜』（12cmCD）中森明菜、ユニバーサルJ、2003年5月14日。UMCK-9035。
17. ↑  『DESTINATION』（12cmCD）中森明菜、ユニバーサルシグマ、2006年6月21日。UMCK-1209。
18. ↑  “ブログ情報 - エガワヒロシのブログ”.   エガワヒロシ. 2012年3月30日時点のオリジナルよりアーカイブ。2012年4月4日閲覧。
19. ↑  “ZAKZAK”. 夕刊フジ.   産業経済新聞社 (2002年5月28日). 2003年2月22日時点のオリジナルよりアーカイブ。2012年4月4日閲覧。
20. ↑  “BS-i Online”.  BS-i. 2002年10月14日時点のオリジナルよりアーカイブ。2012年4月4日閲覧。
21. ↑  “中森明菜 UNIVERSAL MUSIC OFFICIAL WEBSITE”. 「Apasionado〜アパシオナード」.   ユニバーサルミュージック. 2002年12月4日時点のオリジナルよりアーカイブ。2012年4月4日閲覧。
22. ↑  Chiaki Misawa (2001年5月30日). “_Music@nifty_”. インタビュー.   ニフティ. 2001年7月3日時点のオリジナルよりアーカイブ。2012年4月4日閲覧。
23. ↑  “_Music@nifty_”. 中森明菜.   ニフティ. 2003年3月30日時点のオリジナルよりアーカイブ。2012年4月4日閲覧。
24. 1 2  “中森明菜 / The Heat〜musica fiesta〜 [CD] [シングル] - CDJournal.com”.   音楽出版社. 2012年4月4日閲覧。
25. ↑  “検索結果-ORICON STYLE アーティスト/CD検索”.   オリコン. 2012年4月4日閲覧。